# Julija Soemias
Julija Soemias Basijna (rođena oko 180., ubijena 11. ožujka 222. godine) bila je majka cara Elegabala, a sama je vladala Rimskim Carstvom za vrijeme djetinjstva svog sina. Njeno ime "Soemias" je arapskog porijekla.
Julija Soemias je bila kći Julije Meze. Bila je i nećakinja cara Septimija Severa i sestra Julije Mameje. 
Godine 217. njen sestrić rimski car Karakala je bio ubijen i na tron se popeo Makrin. Obitelji bivšeg cara je bilo dozvoljeno preseljenje u Siriju; čak im nisu oduzeta ni novčana sredstva. Zajedno sa svojom majkom, Julija Soemias je organizirala zavjeru za svrgavanje Makrina i inauguraciju svog sina, Elagabala. Da bi ojačali Elagabalovu poziciju, dvije Julije su raširile glasine da je Elegabal bio Karakalin izvanbračni sin. Jedna legija je prešla na stranu protivnika Makrina i stala uz žene iz dinastije Severa.
Dana 8. lipnja 218. u blizini Antiohije došlo je do odlučne bitke. Julija Meza i Julija Soemias su bile zajedno s vojskom. Kasije Dion, koji je i sam bio neposredni svjedok događaja, piše da se mladi Elegabal spremao na bijeg pred nadolazećim Makrinovim vojnim snagama, ali su ga Julija Meza i Julija Soemias zaustavile i tako omogućile pobjedu. Ovo je bilo odlučujuće: da je Elegabal pobjegao, vojska bi se toliko demoralizirala, da bi propast dinastije Severa bila neizbježna. 
Tako je 218. godine Makrin bio ubijen i Elagabal je došao na prijestolje.
Julija Soemias postala je de facto vladarica Rimskog Carstva, jer je Elegabal bio maloljetan. Njihova zajednička vladavina nije bila popularna i donijela je nezadovoljstvo. Juliju Soemias i njenog sina ubili su pretorijanci 222. godine. Kasnije je Julija proglašena za državnog neprijatelja i izbrisana je iz svih državnih popisa.
U Historiji augusti Juliju Soemias se opisuje kao prostitutku. Dalje, u ovom grotesknom izvještaju stoji da je Julija Soemias planirala uspostavu ženskog senata. U stvarnosti Julija Soemias se je za razliku od svoje majke Julije Meze malo zanimala za politiku.